# Finckenberg
Finckenberg är en gammal finländsk frälsesläkt, som hävdas ha ett samband med en medeltida österrikisk ätt Finckenberg, men detta samband har ej kunnat fastställas. Den äldste nu kände stamfadern är fogden i Norrfinland Jakob Michelsson (levde 1588 men var död 1590). Hans farfar skall ha hetat Jakob och varit borgmästare i Åbo.
Den 14 februari 1627 introducerades ätten på svenska Riddarhuset med nummer 159, som Arvid Jakobssons släkt i Finland. Tidigaste belagda användandet av namnet Finckenberg är från 1634 års riksdag. 1778 blev ätten upphöjd till riddarklassen, men efter 1809 var ätten inte företrädd i Sverige längre. Den 24 januari 1818 immatrikulerades ätten på Finlands riddarhus under nummer 8 bland adelsmän, men utgick på svärdssidan den 4 september 1886. 21 december 1933 erhöll en tidigare icke såsom äkta erkänd gren erkännande och inskrevs på Finlands riddarhus. 22 januari 2007 beslöt den svenska Riddarhusdirektionen att denna gren skulle påföras ättens stamtavla på Sveriges riddarhus. Beträffande personbeståndet se Finlands Adelskalender.
Finckenberg är en frälsesläkt från Kärsämäki i S:t Marie (Egentliga Finland) känd sedan mitten av 1500-talet.
1627 introducerades ätten under nummer 159 i svenska Riddarhuset, uppflyttad till riddarklassen 1778. 1818 immatrikulerades släkten i Finland. Släkten dog ut på manslinjen 1886 och på kvinnolinjen 1930. 1933 blev en dittills icke immatrikulerad gren av ätten efter ansökan inskriven i Finska Riddarhuset.

### Fotnoter
1. ↑  Riddarhusdirektionen, 2009
2. ↑  Aminoff-Winberg, 2003